# Pietro Sighel
Pietro Sighel (ur. 15 lipca 1999 w Trydencie) – włoski łyżwiarz szybki, specjalizujący się w short tracku, dwukrotny medalista olimpijski, medalista mistrzostw świata i mistrzostw Europy.
Na zimowych igrzyskach olimpijskich w Pekinie wywalczył srebrny medal w konkurencji sztafety mieszanej oraz brązowy medal w konkurencji sztafety 5000 m.
Brat łyżwiarki szybkiej Arianny i syn łyżwiarza szybkiego Roberto.